# Projet de traité instituant l'Union européenne
Pour les articles homonymes, voir Altiero Spinelli.
Élu pour la première fois au suffrage universel en juin 1979, le Parlement européen adopte, le 14 février 1984, un projet de traité instituant l'Union européenne, aussi appelé Projet Spinelli. Ce projet est en partie inspiré du projet de Communauté politique européen issu de l'Assemblée ad hoc à l'époque du projet de Communauté européenne de défense (CED). Les députés européens souhaitent profiter de leur légitimité nouvelle pour faire avancer la construction d'une Europe politique.
Le projet est dû en grande partie à l'action du député italien Altiero Spinelli. Il fonde en 1980 le « Club Crocodile », du nom du restaurant strasbourgeois où il réunit d'autres eurodéputés de tendance fédéraliste.
Une résolution du 9 juillet 1981 demande à la commission institutionnelle du Parlement de travailler à un avant projet de traité. Spinelli est rapporteur de ces travaux. Le Parlement demande sur cette base, le 14 septembre 1983, la rédaction d'un projet de traité.
L'assemblée adopte le projet le 14 février 1984 par 237 voix contre 31 moins 43 abstentions.
Le projet de traité fixe comme objectif la réalisation d'une union fédérale. Il fait évoluer les institutions communautaires, instaure la subsidiarité, généralise le vote du Conseil à la majorité qualifiée. Le projet distingue également lois et règlements. Le Parlement européen y obtient un pouvoir de codécision, procédure qui n'existe pas à l'époque. 
Le projet Spinelli demande aussi l'achèvement du marché intérieur prévu par le traité de Rome.
Les gouvernements n'ont pas participé à la rédaction de ce traité et il ne peut donc être ratifié. Il n'est pas non plus au cœur de la campagne de l'élection européenne des 14 et 17 juin 1984. 
Mais François Mitterrand, président de la République française, qui exerce alors la présidence du Conseil européen, s'engage devant le Parlement, le 24 mai 1984, à soutenir le projet. Les États membres engagent alors une réflexion sur la réforme institutionnelle de la Communauté économique européenne, qui aboutira en 1986 à l'Acte unique européen.

## Compléments